# Jad

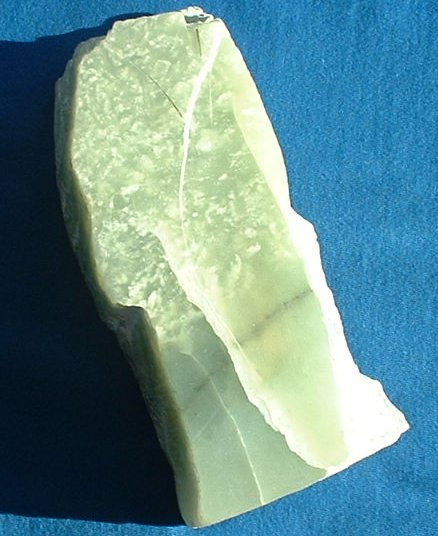
Jad brut (neprelucrat)

Jad (în chineză: 玉 „Yù“) sau nefritul, de la lapis nephriticus, traducerea latinească a termenului spaniol piedra de ijada.  Termenul "jad" provine de la franțuzescul l'ejade și de la latinescul ilia.  Este o piatră semiprețioasă compusă din silicat natural de aluminiu, calciu și magneziu (Na(Al,Fe3+)[Si2O6]), de culoare albă-verzuie până la verde închis, cu luciu sticlos, folosită la confecționarea unor obiecte de artă. Jadul face parte din grupa mare a amfibolilor, fiind frecvent folosit ca bijuterie. În China este cunoscut de circa 5.000 de ani, fiind considerat un obiect de cult. Din jad au fost confecționate în China obiecte de podoabă, bijuterii și talismane aducătoare de noroc. Datorită durității sale, jadul a fost folosit în trecut și la confecționarea de unelte sau arme.

## Galerie de imagini

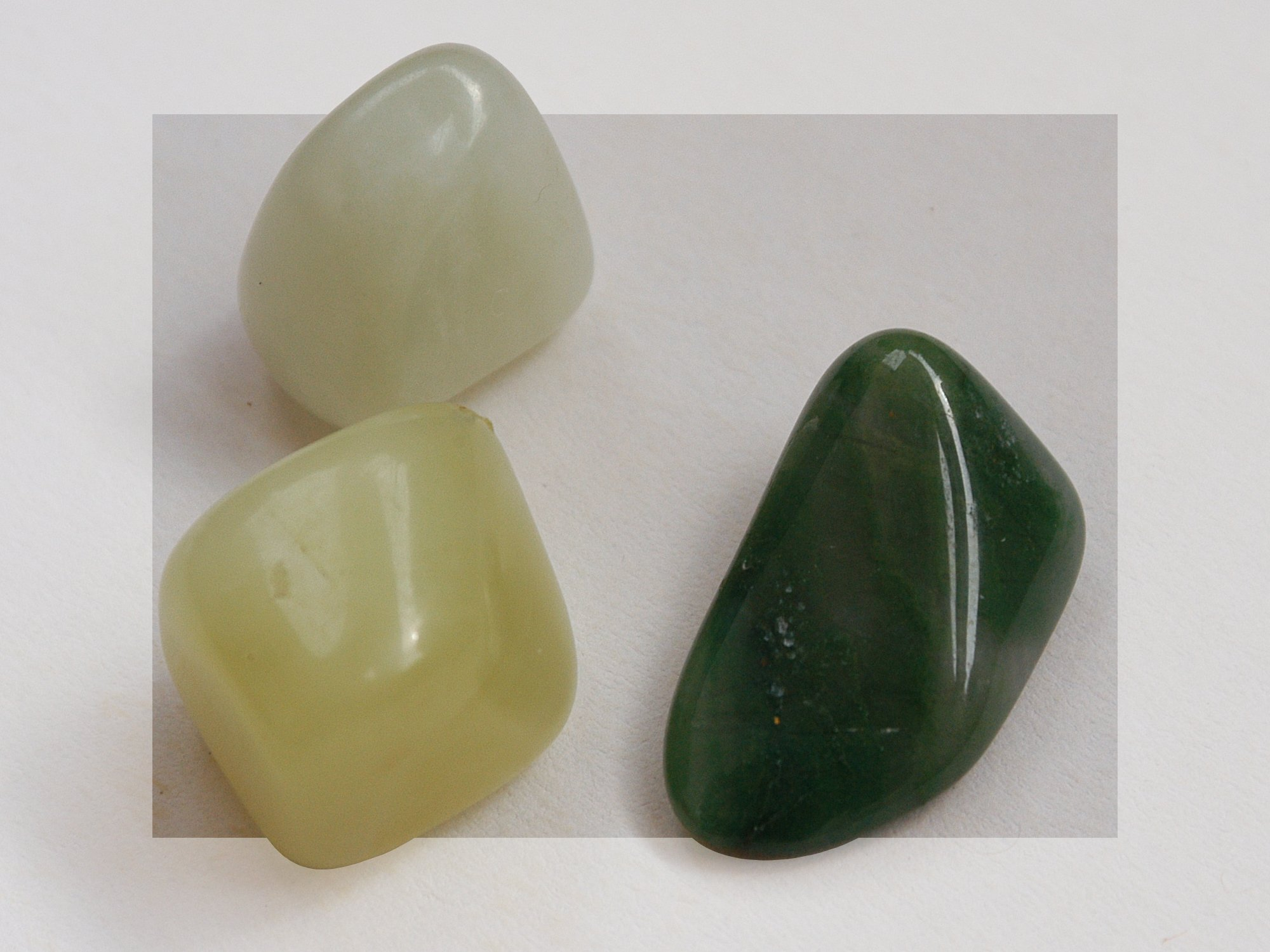
Jad, de diferite culori
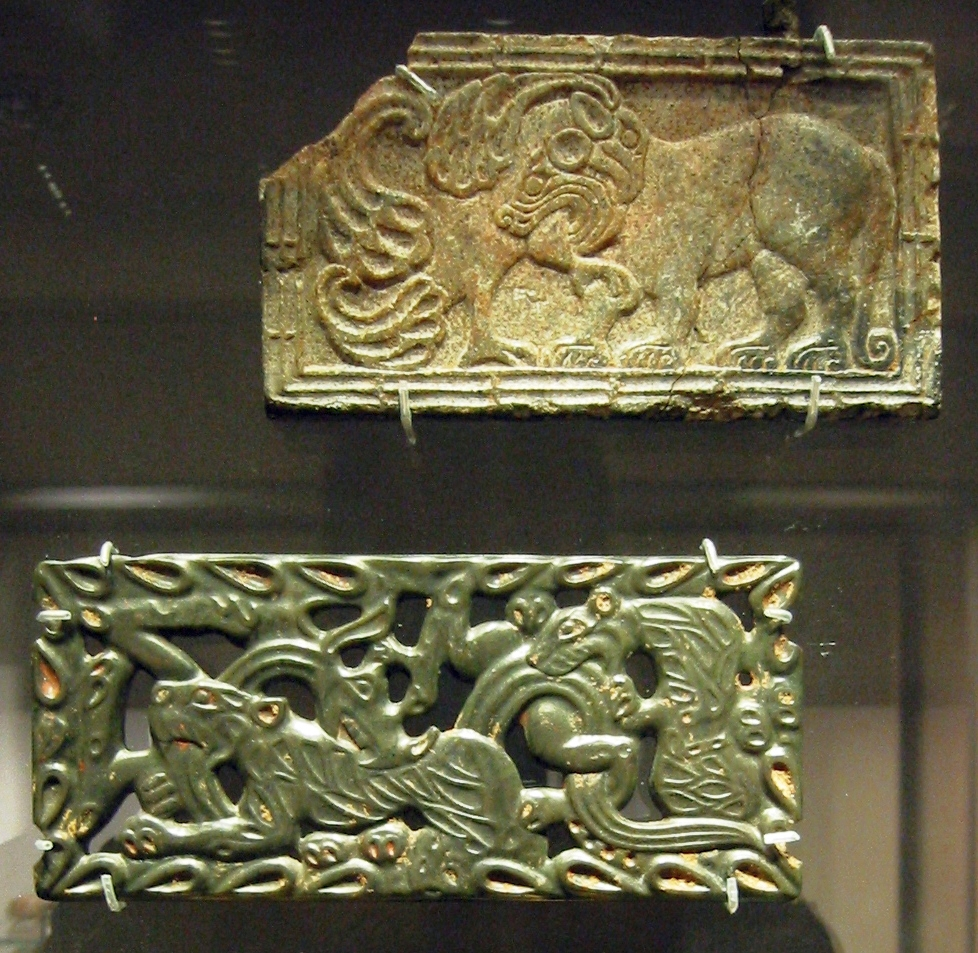
Jad chinezesc
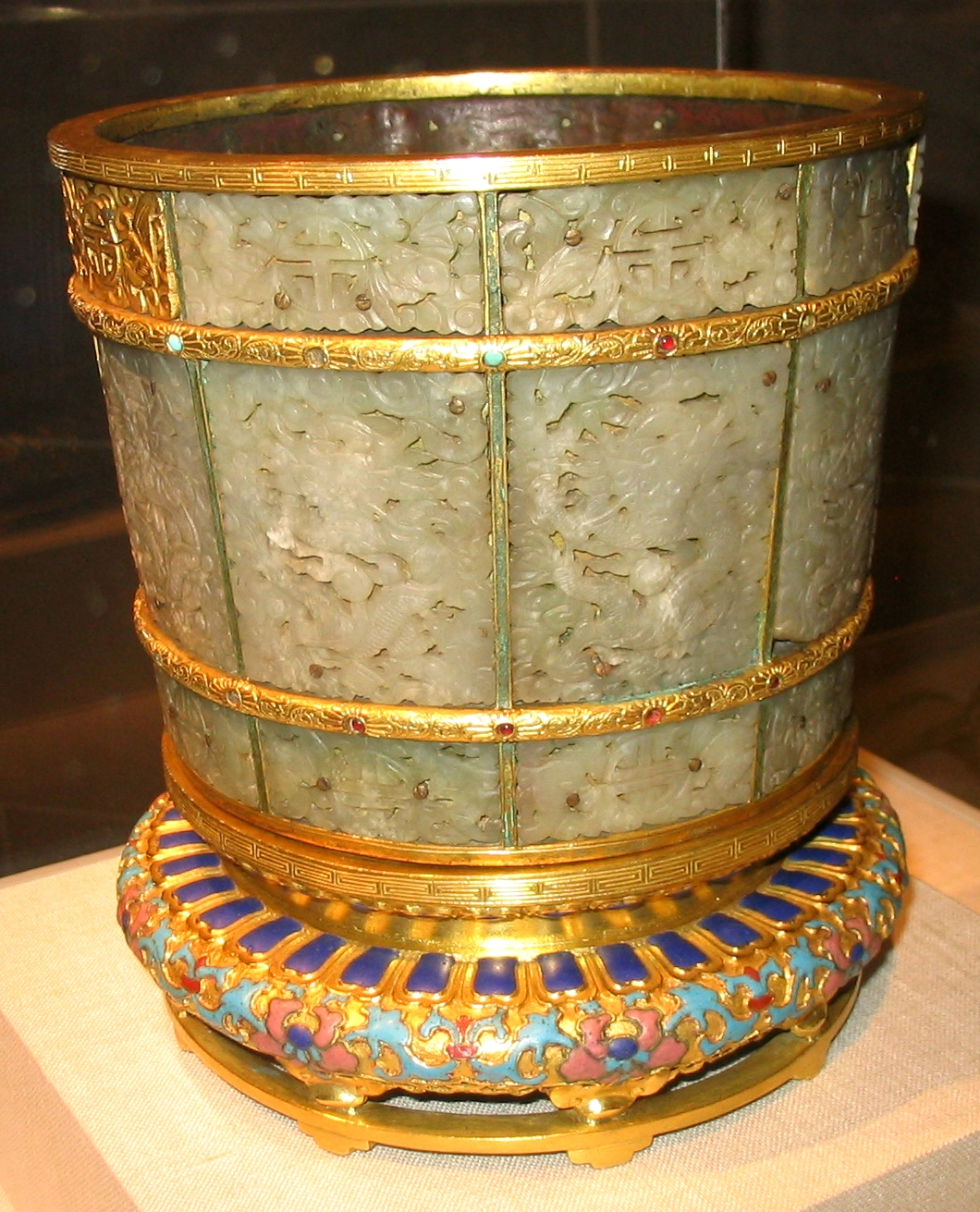
Jad din perioada dinastiei Qing
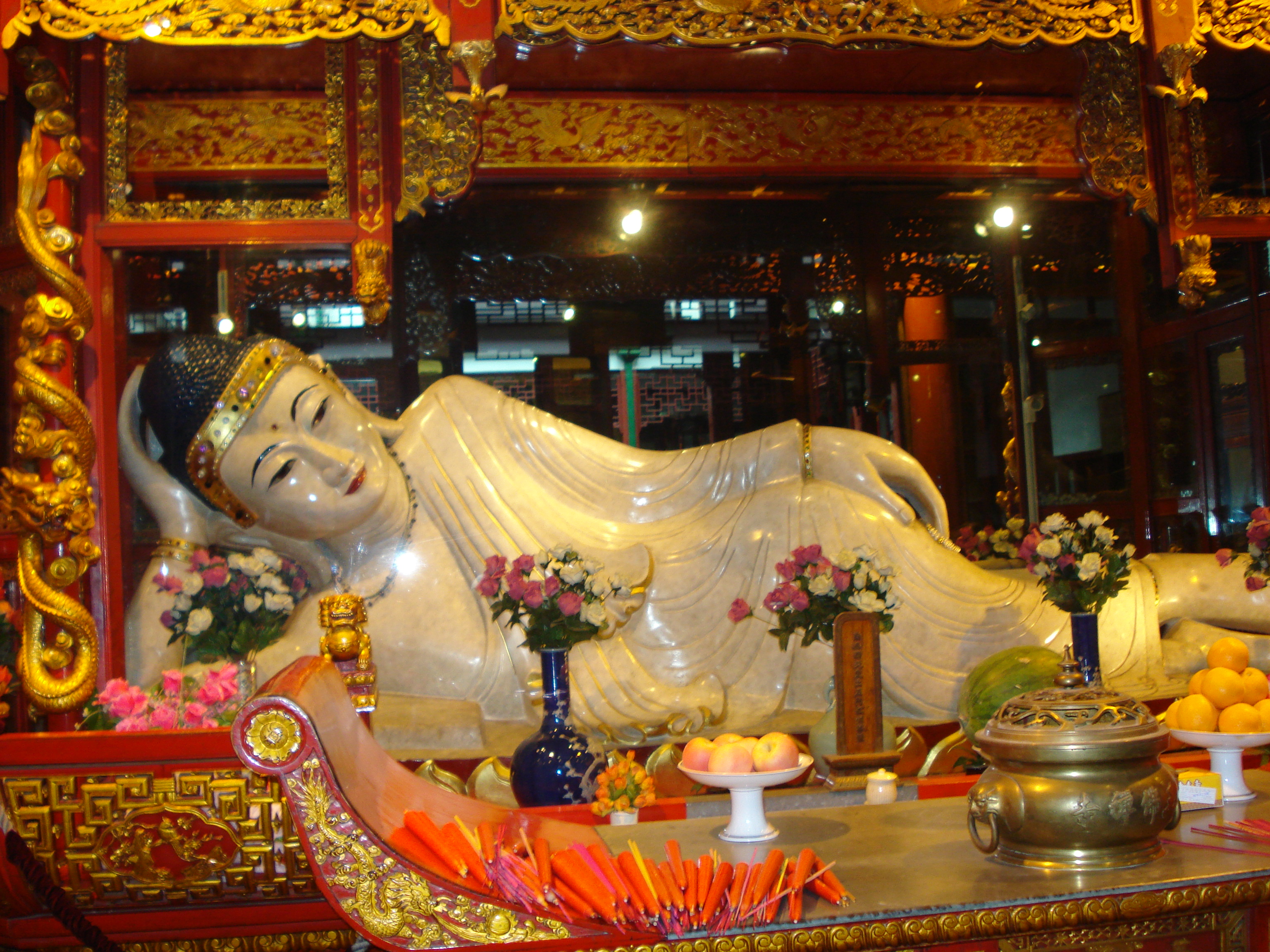
Buddha din templul de jad din Shanghai
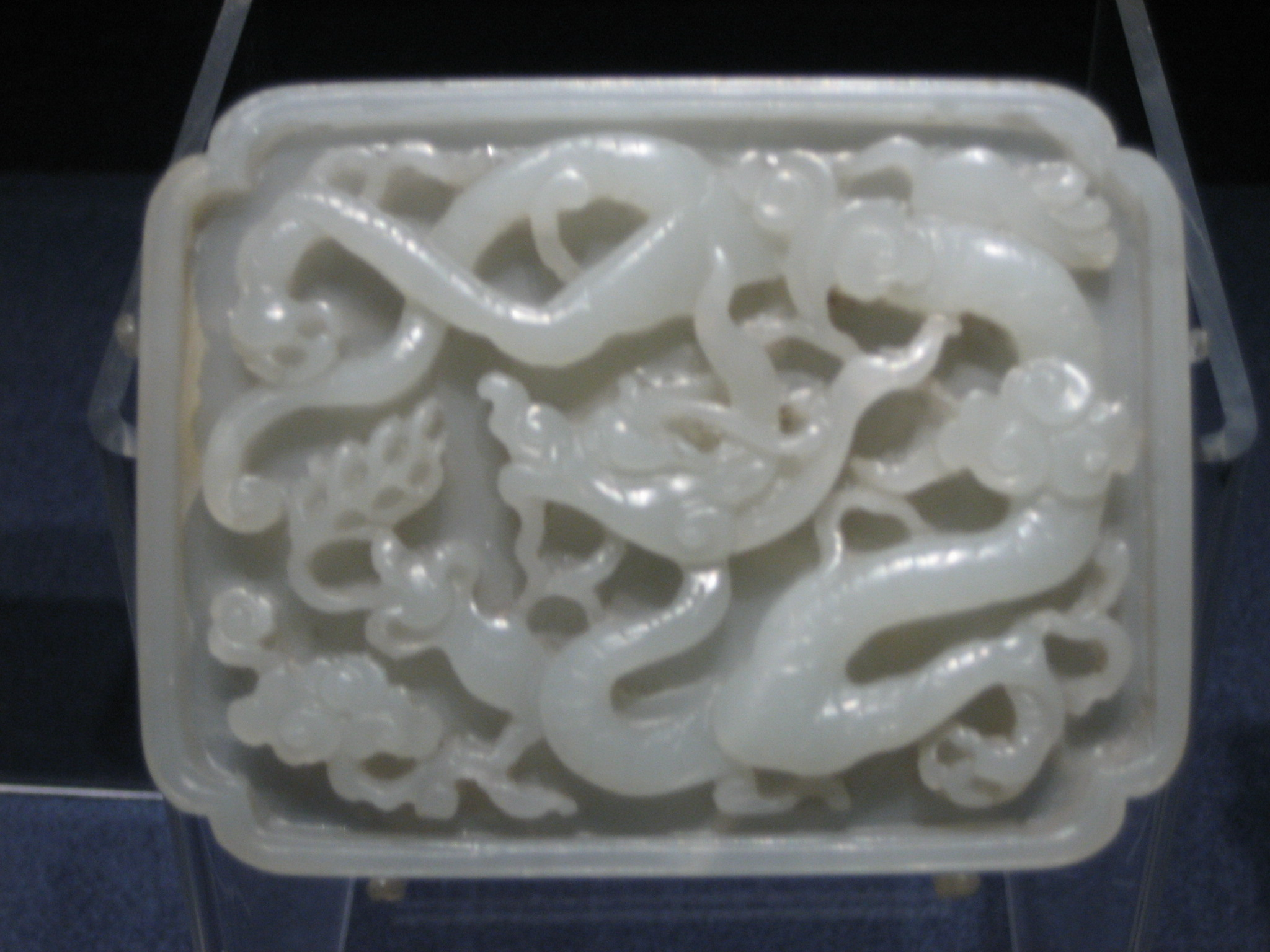
Obiect de jad pe care este gravat un dragon, din timpul dinastiei Yuan
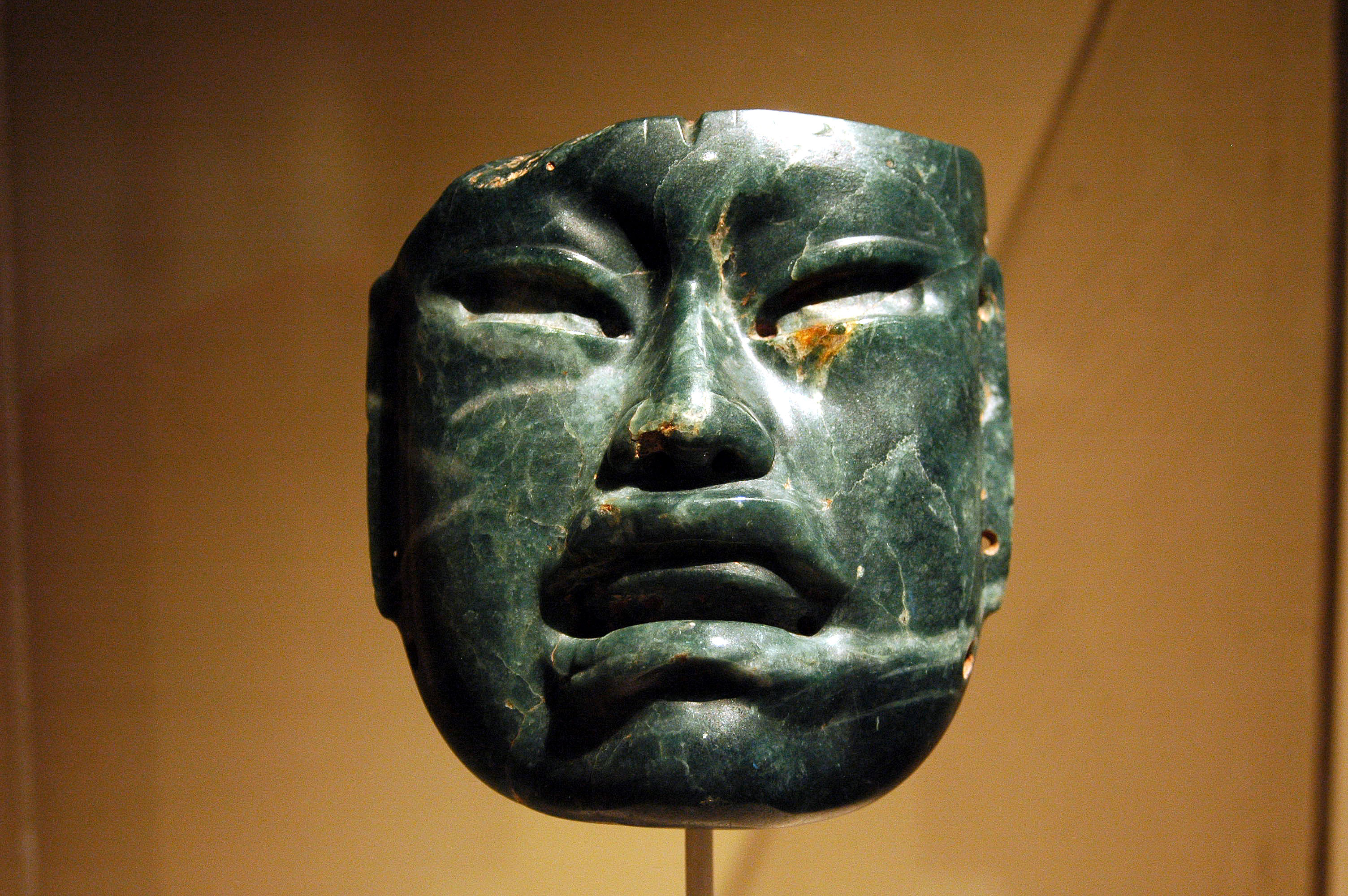
Mască olmecă de jad